# Thiago Motta
Thiago Motta Santon Olivares (São Bernardo do Campo, 28 augustus 1982), beter bekend als Thiago Motta is een in Braziliaans-Italiaans voormalig voetballer en huidig voetbaltrainer die doorgaans als verdedigende middenvelder speelde. Motta debuteerde in 2011 in het Italiaans voetbalelftal.

## Carrière

### Voetballer
Motta kwam in juni 1999 van het Braziliaanse CA Juventus naar de jeugdopleiding (cantera) van FC Barcelona op voorspraak van Llorenç Serra Ferrer, destijds technische directeur van de cantera. Motta ging voor Barça B spelen en in juni 2000 speelde hij in het eerste elftal tijdens de gewonnen finale van de Copa de Catalunya tegen CE Mataró. In de zomer van 2000 nam Serra Ferrer, inmiddels hoofdcoach van de Catalaanse club, de Braziliaan mee op trainingskamp naar Nederland. Motta speelde onder andere in het oefenduel tegen Quick Amersfoort, waarin hij de openingstreffer maakte. Zijn officiële debuut was op 3 oktober 2001 in de Primera División tegen Real Mallorca. Op 10 oktober volgde zijn eerste Europese duel in de UEFA Champions League tegen Olympique Lyon. Mede door blessures van andere spelers kwam Motta in zijn debuutseizoen 2001/02 regelmatig als basisspeler in actie. Vanaf 2002 behoorde Motta definitief bij de eerste selectie, maar sindsdien is hij regelmatig uitgeschakeld door blessures. Zijn zwaarste kwetsuur liep de Braziliaan op in het seizoen 2004/05 toen hij op 11 september 2004 tegen Sevilla FC zijn linkerkniebanden ernstig beschadigde. Aan het einde van het seizoen kon hij zijn rentree maken. Motta veroverde met FC Barcelona twee landstitels (2005, 2006), tweemaal de Supercopa (2005, 2006), vier Copas de Catalunya (2000, 2003, 2004, 2007) en de UEFA Champions League (2006). Na de komst van Yaya Touré in 2007 als nieuwe verdedigende middenvelder mocht Motta vertrekken bij FC Barcelona. Atlético Madrid werd zijn nieuwe club. De verdediger tekende een contract voor een jaar. Na een jaar besloot Atlético Madrid de speler een nieuw contract aan te bieden gebaseerd op optredens in het eerste elftal, dit door de vele blessures een jaar eerder. De speler besloot hier niet op in te gaan en derhalve was hij sinds de zomer zonder club. Motta hield zijn conditie op peil bij Atlético Madrid. Nadat hij zich in het seizoen 2008/09 als speler van Genoa FC positief onderscheidde, tekende hij in juli 2009 voor vier seizoenen bij de dan regerend landskampioen Internazionale. Met Inter won Motta in zijn eerste seizoen de landstitel, de Coppa Italia en de UEFA Champions League, het winnen van deze drie prijzen wordt ook wel de treble genoemd. Motta kreeg in de halve finale van Champions League een rode kaart voor een overtreding op Sergio Busquets, waardoor hij de finale miste. Dit incident kreeg veel aandacht wegens een vermeende schwalbe van Busquets. In januari 2012 tekende Motta bij Paris Saint-Germain. Daarmee won in zijn eerste tweeënhalf jaar bij de club negen nationale prijzen, waaronder drie opeenvolgende landskampioenschappen. Hij verlengde in augustus 2015 zijn contract in de Franse hoofdstad tot medio 2017. Hij plakte hier nog een jaar aan vast en kondigde in 2018 zijn afscheid als profvoetballer aan. Kort na zijn pensioen kondigde de Franse club aan de Braziliaan te hebben aangesteld als hoofdtrainer van Paris Saint-Germain onder 19.

#### Interlandcarrière
Motta maakte zijn debuut in het Braziliaans elftal op de CONCACAF Gold Cup van 2003. De Goddelijke Kanaries namen destijds met een reserveteam deel aan het toernooi zonder de gebruikelijke sterspelers als Ronaldinho, Ronaldo en Rivaldo. Naast Motta behoorden echter ook latere sterren als Júlio Baptista, Robinho en Kaká tot het elftal dat op de Gold Cup speelde. Op 13 juni speelde Motta zijn eerste interland tegen Mexico als invaller voor Ewerthon na 54 minuten. Twee dagen later speelde hij tegen Honduras zijn tweede en laatste wedstrijd voor Brazilië. Ditmaal verving hij na 55 minuten Robinho.
Motta nam met Italië deel aan het Europees kampioenschap 2012 in Polen en Oekraïne, waar de ploeg van bondscoach Cesare Prandelli de finale bereikte. Daarin verloor La Squadra Azzurra met 4–0 van titelverdediger Spanje. Motta viel in de 57ste minuut in voor Riccardo Montolivo, maar moest vijf minuten later met een hamstringblessure van het veld. Omdat Prandelli al drie keer had gewisseld, moest Italië verder met tien man. Op 23 mei 2016 werd Motta opgenomen in de selectie voor het Europees kampioenschap voetbal 2016 in Frankrijk. Italië werd in de kwartfinale na strafschoppen uitgeschakeld door Duitsland.

### Voetbaltrainer
Nadat Motta het hoogste jeugdelftal van Paris Saint-Germain had gecoacht, werd hij in de herfst van 2019 aangesteld als opvolger van de ontslagen Aurelio Andreazzoli bij Genoa. Op 28 december 2019 maakte Genoa bekend de samenwerking met Motta per direct te beëindigen vanwege de tegenvallende resultaten. Hij werd opgevolgd door Davide Nicola.

## Statistieken
| Seizoen | Club                | Competitie       | Competitie | Competitie | Beker | Beker | Internationaal | Internationaal | Overig | Overig | Totaal | Totaal |
| Seizoen | Club                | Competitie       | Wed.       | Dlp.       | Wed.  | Dlp.  | Wed.           | Dlp.           | Wed.   | Dlp.   | Wed.   | Dlp.   |
| ------- | ------------------- | ---------------- | ---------- | ---------- | ----- | ----- | -------------- | -------------- | ------ | ------ | ------ | ------ |
| 2001/02 | FC Barcelona        | Primera División | 18         | 1          | 1     | 0     | 7              | 0              | —      | —      | 26     | 1      |
| 2002/03 | FC Barcelona        | Primera División | 21         | 3          | 1     | 0     | 13             | 2              | —      | —      | 35     | 5      |
| 2003/04 | FC Barcelona        | Primera División | 20         | 1          | 1     | 0     | 5              | 1              | —      | —      | 26     | 2      |
| 2004/05 | FC Barcelona        | Primera División | 8          | 0          | 0     | 0     | 0              | 0              | —      | —      | 8      | 0      |
| 2005/06 | FC Barcelona        | Primera División | 15         | 1          | 1     | 1     | 7              | 0              | 0      | 0      | 23     | 2      |
| 2006/07 | FC Barcelona        | Primera División | 14         | 0          | 4     | 0     | 7              | 0              | 4      | 0      | 27     | 0      |
| 2007/08 | Atlético Madrid     | Primera División | 6          | 0          | 2     | 0     | 2              | 0              | —      | —      | 10     | 0      |
| 2008/09 | Genoa CFC           | Serie A          | 27         | 6          | 0     | 0     | —              | —              | —      | —      | 27     | 6      |
| 2009/10 | Internazionale      | Serie A          | 26         | 4          | 5     | 0     | 8              | 0              | 1      | 0      | 40     | 4      |
| 2010/11 | Internazionale      | Serie A          | 19         | 4          | 3     | 0     | 5              | 1              | 2      | 0      | 29     | 5      |
| 2011/12 | Internazionale      | Serie A          | 10         | 3          | 1     | 0     | 2              | 0              | 1      | 0      | 14     | 3      |
| 2011/12 | Paris Saint-Germain | Ligue 1          | 14         | 2          | 2     | 0     | 0              | 0              | —      | —      | 0      | 0      |
| 2012/13 | Paris Saint-Germain | Ligue 1          | 12         | 1          | 1     | 0     | 2              | 0              | —      | —      | 15     | 1      |
| 2013/14 | Paris Saint-Germain | Ligue 1          | 32         | 3          | 5     | 1     | 9              | 2              | 1      | 0      | 47     | 5      |
| 2014/15 | Paris Saint-Germain | Ligue 1          | 27         | 0          | 4     | 0     | 6              | 0              | 1      | 0      | 38     | 0      |
| 2015/16 | Paris Saint-Germain | Ligue 1          | 32         | 1          | 4     | 0     | 9              | 0              | 0      | 0      | 45     | 0      |
| 2016/17 | Paris Saint-Germain | Ligue 1          | 30         | 0          | 6     | 1     | 5              | 0              | 1      | 0      | 42     | 1      |
| 2017/18 | Paris Saint-Germain | Ligue 1          | 19         | 1          | 4     | 0     | 4              | 0              | 1      | 0      | 28     | 1      |
| Totaal  | Totaal              | Totaal           | 350        | 31         | 45    | 3     | 91             | 6              | 11     | 0      | 497    | 40     |

## Erelijst
| Competitie            |              |                                             |              |              |
| Competitie            | Aantal       | Jaren                                       |              |              |
| FC Barcelona          | FC Barcelona | FC Barcelona                                | FC Barcelona | FC Barcelona |
| --------------------- | ------------ | ------------------------------------------- | ------------ | ------------ |
| UEFA Champions League | 1×           | 2005/06                                     |              |              |
| Primera División      | 2×           | 2004/05, 2005/06                            |              |              |
| Supercopa de España   | 1×           | 2006                                        |              |              |
| Internazionale        |              |                                             |              |              |
| UEFA Champions League | 1×           | 2009/10                                     |              |              |
| FIFA Club World Cup   | 1×           | 2010                                        |              |              |
| Serie A               | 1×           | 2009/10                                     |              |              |
| Coppa Italia          | 2×           | 2009/10, 2010/11                            |              |              |
| Supercoppa Italiana   | 1×           | 2010                                        |              |              |
| Paris Saint-Germain   |              |                                             |              |              |
| Ligue 1               | 5×           | 2012/13, 2013/14, 2014/15, 2015/16, 2017/18 |              |              |
| Coupe de France       | 4×           | 2014/15, 2015/16, 2016/17, 2017/18          |              |              |
| Coupe de la Ligue     | 4×           | 2013/14, 2014/15, 2015/16, 2016/17          |              |              |
| Trophée des Champions | 5×           | 2013, 2014, 2015, 2016, 2017                |              |              |

| Competitie                     | Winnaar           | Winnaar           | Runner-up         | Runner-up         | Derde             | Derde             |
| Competitie                     | Aantal            | Jaren             | Aantal            | Jaren             | Aantal            | Jaren             |
| Brazilië onder 17              | Brazilië onder 17 | Brazilië onder 17 | Brazilië onder 17 | Brazilië onder 17 | Brazilië onder 17 | Brazilië onder 17 |
| ------------------------------ | ----------------- | ----------------- | ----------------- | ----------------- | ----------------- | ----------------- |
| CONMEBOL Sudamericano onder 17 | 1×                | 1997              |                   |                   |                   |                   |
| Italië                         |                   |                   |                   |                   |                   |                   |
| UEFA EK                        |                   |                   | 1×                | 2012              |                   |                   |

1 Buffon  ·
2 Maggio ·
3 Chiellini ·
4 Ogbonna ·
5 Motta ·
6 Balzaretti ·
7 Abate ·
8 Marchisio ·
9 Balotelli ·
10 Cassano ·
11 Di Natale ·
12 Sirigu ·
13 Giaccherini ·
14 De Sanctis ·
15 Barzagli ·
16 De Rossi ·
17 Borini ·
18 Montolivo ·
19 Bonucci ·
20 Giovinco ·
21 Pirlo ·
22 Diamanti ·
23 Nocerino ·
Coach: Prandelli
1 Buffon  ·
2 De Sciglio ·
3 Chiellini ·
4 Darmian ·
5 Motta ·
6 Candreva ·
7 Abate ·
8 Marchisio ·
9 Balotelli ·
10 Cassano ·
11 Cerci ·
12 Sirigu ·
13 Perin ·
14 Aquilani ·
15 Barzagli ·
16 De Rossi ·
17 Immobile ·
18 Parolo ·
19 Bonucci ·
20 Paletta ·
21 Pirlo ·
22 Insigne ·
23 Verratti ·
Coach: Prandelli
1 Buffon  ·
2 De Sciglio ·
3 Chiellini ·
4 Darmian ·
5 Ogbonna ·
6 Candreva ·
7 Zaza ·
8 Florenzi ·
9 Pellè ·
10 Motta ·
11 Immobile ·
12 Sirigu ·
13 Marchetti ·
14 Sturaro ·
15 Barzagli ·
16 De Rossi ·
17 Éder ·
18 Parolo ·
19 Bonucci ·
20 Insigne ·
21 Bernardeschi ·
22 El Shaarawy ·
23 Giaccherini ·
Coach: Conte